# 変造
変造（へんぞう）とは、既に存在する物に手を加えてあらたに不正な物（または価値）を作り出すこと。法律用語としては以下の用法がある。

## 有価証券法上の用法
手形など有価証券に関する法律においては、変造とは真正な署名のある手形の文言を権限なく改変することにより異なる内容の手形債務を作出する行為のことをいう。この場合、変造前に署名した手形債務者は、変造前の文言（原文言）に従った手形債務のみを負担すればよいとされる。手形法においては69条、77条。小切手法においては50条に規定がある。

## 刑法上の用法
刑法上の用法としての変造という概念が登場する犯罪としては通貨変造罪、有価証券変造罪、文書変造罪などがある。いずれもそれ自体は真正に成立した物（通貨、有価証券、文書）につき不正に手を加えて異なる価値を作り出す行為と定義される。ただし、真正に成立した物であっても、本質的な部分を越える改変であって全く異なる価値を作り出したと評価される場合は変造ではなく偽造に該当すると説明される。